# 髓木屬
髓木（學名：Medullosa）是一屬已滅絕的種子蕨，生存於晚石炭紀至早二疊紀。是石炭紀晚期沼澤中的典型植物。其化石分布於全世界。

## 特徵
髓木的典型植株高度約為5公尺。其樹幹是由老葉基底組成，與西谷椰子屬相似，支撐根從基底附近長出。它們還長有各種形式的巨大複葉，有些是齒狀的，其他的則有圓圓的小葉。髓木利用其巨大的種子來繁殖。

## 物種[1]
- Medullosa anglica Scott, 1899
- Medullosa centrofilis de Fraine, 1914
- Medullosa grandis Andrews & Mamay
- Medullosa pusilla Scott, 1914
- Medullosa stellata Cotta, 1832